# Noah Dodeigne
Noah Dodeigne (21 januari 2003) is een Belgisch voetballer die sinds 2024 uitkomt voor RWDM.

## Carrière
Dodeigne begon zijn jeugdcarrière bij RAFC Oppagne-Wéris, dat hem in december 2009 uitleende aan Standard Luik en hem in het jaar daarop definitief liet vertrekken naar de Luikenaars. In februari 2021 ondertekende hij zijn eerste profcontract bij de club.
Op 11 november 2022 maakte Dodeigne zijn profdebuut in het shirt van SL 16 FC, het beloftenelftal van Standard Luik dat in het seizoen 2022/23 zijn intrede maakte in Eerste klasse B: op de dertiende competitiespeeldag liet trainer Joseph Laumann hem in het 1-1-gelijkspel tegen FCV Dender EH in de 79e minuut invallen. Na drie invalbeurten op rij kreeg hij op 2 december 2022 zijn eerste basisplaats tegen Lierse Kempenzonen, een wedstrijd die SL16 FC met 2-4 verloor. In zijn debuutseizoen klokte hij af op negentien officiële wedstrijden: tien in de reguliere competitie van de Challenger Pro League en negen in de play-downs.
In juli 2023 was Dodeigne, die reeds inactie was gekomen tijdens de oefencampagne van de club, een van de jeugdspelers die geselecteerd werd voor de zomerstage van het eerste elftal in Nederland. Op 30 juli 2024 maakte hij zijn officiële debuut voor het eerste elftal van de club: op de openingsspeeldag van de Jupiler Pro League liet trainer Carl Hoefkens hem tegen STVV in de 62e minuut invallen voor Jacob Barrett Laursen. Een week later liet Hoefkens hem in de 0-1-nederlaag tegen Union Sint-Gillis in de 80e minuut invallen. In oktober 2023 ondertekende Dodeigne een contractverlenging tot medio 2025 met optie op een extra jaar. Op het einde van het seizoen degradeerde de jonge twintiger met SL16 FC naar Eerste nationale.
Op 13 augustus 2024 kondigde RWDM aan dat Dodeigne, net als Ilyes Ziani, een tweejarig contract met optie op een extra jaar had ondertekend in het Edmond Machtensstadion. Omgekeerd maakte Ilay Camara op huurbasis de overgang van RWDM naar Standard.

## Clubstatistieken
| Seizoen         | Club            | Land            | Competitie      | Competitie | Competitie | Beker | Beker | Supercup | Supercup | Europees | Europees | Totaal | Totaal |
| Seizoen         | Club            | Land            | Competitie      | Wed.       | Dlp.       | Wed.  | Dlp.  | Wed.     | Dlp.     | Wed.     | Dlp.     | Wed.   | Dlp.   |
| --------------- | --------------- | --------------- | --------------- | ---------- | ---------- | ----- | ----- | -------- | -------- | -------- | -------- | ------ | ------ |
| 2022/23         | SL 16 FC        | Vlag van België | Eerste klasse B | 19         | 1          | —     | —     | —        | —        | —        | —        | 19     | 1      |
| 2023/24         | Standard Luik   | Vlag van België | Eerste klasse A | 2          | 0          | 0     | 0     | —        | —        | —        | —        | 2      | 0      |
| 2023/24         | SL 16 FC        | Vlag van België | Eerste klasse B | 21         | 0          | —     | —     | —        | —        | —        | —        | 21     | 0      |
| 2024/25         | RWDM            | Vlag van België | Eerste klasse B | 5          | 0          | 1     | 0     | —        | —        | —        | —        | 6      | 0      |
| Carrière totaal | Carrière totaal | Carrière totaal | Carrière totaal | 47         | 1          | 1     | 0     | 0        | 0        | 0        | 0        | 48     | 1      |

Bijgewerkt op 28 oktober 2024.
1 Lathouwers ·
3 Halilou ·
4 Doudaev ·
5 De Sart ·
6 Halifa ·
7 Montes ·
8 Abe ·
9 Parzyszek ·
10 Robail ·
11 Ziani ·
15 Laâziri ·
17 Barry ·
20 Poku ·
21 Marsoni ·
22 Soelle Soelle ·
23 Del Piage ·
26 Kestens ·
28 Hubert ·
29 Maurer ·
30 Baghli ·
31 Dodeigne ·
43 Sousa ·
49 Sapata ·
51 Preijs ·
53 Messad-Kouchiche ·
60 Awudu ·
70 Nkurunziza ·
77 Biron ·
83 Lemmens ·
84 El Arouch ·
99 Benjdida ·
Coach: Ferrera
· Assistent-coach: Baherlé
· Assistent-coach: De Camargo